# 小出裕章
小出 裕章（こいで ひろあき、1949年8月29日—），生於日本東京都台東區上野，日本核工程學者、评论家。曾任京都大学核反应堆实验所助教、京都大学大学院工学研究科都市环境工学专业助教。主要研究环境动态分析、核能安全、放射性物质的环境影响等。與其他五名同事投入反核運動，被稱為熊取六人衆。

## 生平
1972年，畢業於日本東北大學核能工程系，1974年取得碩士學位。隨後進入京都大學原子爐實驗所。2015年3月退休。

## 主要著作
- 『原発のウソ』（東京：扶桑社，2011）；陳炯霖／譯，《核電是騙人的：核工學者的真實證言》（台北：推守文化，2012）

## 外部連結
- 小出裕章的页面 （页面存档备份，存于）
- 京都大学原子炉実験所原子力安全研究グループ （页面存档备份，存于）
- 講演会レジュメ （页面存档备份，存于）
- 原子力安全問題ゼミ全レジュメ集 （页面存档备份，存于） 第1回 (1980)～第100回 (2005)
- YouTube上的小出裕章專訪